# Hlavní ředitelství rozvědky Ministerstva obrany Ukrajiny
Hlavní ředitelství rozvědky Ministerstva obrany Ukrajiny (ukrajinsky Головне управління розвідки Міністерства оборони України, Holovne upravlinnja rozvidky Ministerstva oborony Ukrajiny) zkráceně HUR MO nebo z ruštiny GUR MO, je vojenská zpravodajská služba Ukrajiny. Jde o službu spadající pod ministerstvo obrany, nikoliv generální štáb ozbrojených sil Ukrajiny. Od roku 2001 má status speciální vládní agentury. Náčelníkem je od 5. srpna 2020 generálporučík Kyrylo Budanov.
Hlavním úkolem HUR MO je shromažďování a analytické zpracování zpravodajských informací týkajících se vnějších hrozeb vůči národní bezpečnosti Ukrajiny a jejich předávání adresátům z řad státních orgánů. Mezi definované vnější hrozby národním zájmům Ukrajiny patří činnost cizích zpravodajských služeb, záškodnické akce, terorismus, mezinárodní organizovaný zločin, hrozby v kyberprostoru a rizika ohrožující zdraví a životy občanů Ukrajiny či majetkové zájmy Ukrajiny v zahraničí.
HUR MO má oprávnění pro zajištění národní bezpečnosti Ukrajiny podnikat aktivní operace, což se během ruské invaze na Ukrajinu projevuje mimo jiné zapojením do aktivních bojových operací na území Ukrajiny i Ruska.

## Symbolika
Od roku 2016 používá HUR z rozhodnutí tehdejšího prezidenta Petra Porošenka symboliku otevřeně odkazující na to, že hlavním nepřítelem organizace je Rusko a jeho zpravodajské služby. Ruští představitelé to označili za provokaci.
Emblém zobrazuje sovu vznášející se nad mapou světa, která zabodává meč do zčernalé siluety Ruska. Důvodem pro volbu sovy je fakt, že speciální jednotky ruské vojenské rozvědky GRU používají jako svůj symbol netopýra, a sovy jsou přirozenými predátory netopýrů.
Mottem HUR je latinský slogan Sapiens Dominabitur Astris, což v překladu znamená Moudří ovládnou hvězdy, což je taktéž přímá reakce na motto specnazu GRU, které zní Nad námi jsou jen hvězdy (rusky Выше нас только звёзды).

## Historie

### Období formování
Historie vzniku HUR přímo souvisí s obnovou samostatné Ukrajiny v roce 1991. Jedním z prvních úkolů mladé republiky bylo pochopitelně vytvořit novou strukturu svých ozbrojených složek, a to včetně zpravodajských služeb. Na troskách sovětských struktur tak hned v prvním roce nezávislosti započal vznik zárodku nového vojenského zpravodajství. U vzniku stáli hlavně zpravodajští důstojníci bývalých sovětských služeb, a to jak ti z území Ukrajiny, tak ti kteří se rozhodli vrátit ze svého angažmá v jiných svazových republikách. Organizace původně fungovala na bázi existujících struktur v Kyjevě, Oděse a Karpatech s využitím zpravodajských prvků 17. letecké armády, Černomořského loďstva a několika centrálně řízených jednotek.
Vojenské zpravodajské jednotky tak fungovaly decentralizovaně, neexistovalo jednotné velení, jednotný systém výcviku, funkční logistika a podobně, což vedlo k tomu, že zpravodajci byli jen obtížně schopni plnit úkoly a rozvíjet se. To vedlo k tomu, že bylo v únoru 1992 rozhodnuto o vytvoření Hlavní zpravodajské správy generálního štábu Ozbrojených sil Ukrajiny, jehož úkolem mělo být rozdrobené jednotky integrovat do jasné struktury. V tomto ohledu byla Hlavní zpravodajská správa úspěšná, došlo také k vytvoření různých interních předpisů a manuálů, které již reflektovaly prostředí nezávislé Ukrajiny a ne Sovětského svazu.
Stále však neexistovala vojenská rozvědka jako samostatná strategická vládní agentura, což se pokusil napravit první ukrajinský prezident Leonid Kravčuk. Ten svým dekretem ze 7. září 1992 vytvořil Strategické ředitelství vojenské rozvědky Ministerstva obrany Ukrajiny. Tím však vznikl nový problém, a to sice ten, že jednu agendu vojenského zpravodajství fakticky řídily dvě organizace, které navíc byly každá podřízena někomu jinému – Hlavní zpravodajská správa patřila pod generální štáb, zatímco Strategické ředitelství pod ministerstvo obrany. Tím však bylo řízení aktivit vojenských zpravodajců prakticky paralyzované, což vyústilo ve společný návrh vedení obou těchto „konkurenčních“ organizací na sloučení. Šestého června 1993 tak bylo prezidentským dekretem rozhodnuto o sloučení obou organizací pod hlavičkou Strategického ředitelství. V dubnu následujícího roku pak došlo k přejmenování na současný název.

### Devadesátá léta

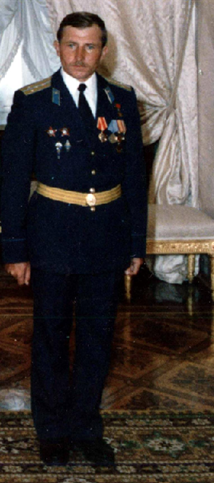
Jaroslav Horoško

Po sjednocení organizační struktury už nic nebránilo dalšímu rozvoji. V roce 1993 tak naplno začal výcvik speciálních jednotek, což byl úkol, který dostal na starost pětatřicetiletý podplukovník Jaroslav Horoško. Šlo o zkušeného veterána sovětské války v Afghánistánu, který byl za své bojové úspěchy vyznamenán několika řády, včetně Hrdiny Sovětského svazu. Ačkoliv v roce 1991 dokončil studium na vojenské akademii v Moskvě a bylo mu nabídnuto prestižní místo v ruských službách, rozhodl se vrátit na Ukrajinu a podílet se na formování jejích ozbrojených složek. To se mu však stalo osudným, 8. června 1994 zemřel během výcviku bojových potápěčů HUR.
Ukrajinská vojenská rozvědka se od devadesátých let podílela i na mírových misích pod hlavičkou OSN. V roce 1995 takto 79 ukrajinských příslušníků mírových sil pod vedením zpravodajského důstojníka Mykoly Verkohljada evakuovalo s pomocí francouzských sil více než 10 tisíc civilistů ze Srby obležené enklávy Žepa v Bosně a Hercegovině. Srbové původně chtěli všechny muže mezi 17 a 65 lety zadržet jako válečné zajatce, přičemž ale reálně hrozilo že budou později zavražděni, podobně jako se to stalo ve Srebrenici. Mykola Verkohljad proto osobně s Ratkem Mladićem dojednal, že v každém evakuačním autobuse bude ukrajinský voják, aby se zabránilo jejich odpojení z konvoje.
V roce 1995 se HUR podílelo na řešení krizové situace na Krymu, kde byl prezidentem zvolen Jurij Meškov, který se pokusil zajistit připojení Krymu k Rusku. Tehdy se mu nepovedlo získat podporu ruského prezidenta Borise Jelcina, nicméně to jeho separatistické tendence neomezilo. Ukrajinský parlament proto 15. března 1995 zrušil ústavu Krymu a s ní i prezidentský post a speciální jednotky následně obsadily Meškovovu rezidenci a odeslaly ho do ruského exilu.

### 21. století
V rámci koaličních sil působili zpravodajci HUR mezi lety 2003 – 2005 i v Iráku. V roce 2003 se HUR angažovala v řešení konfliktu okolo ostrova Tuzla, který se Rusko pokusilo ilegálně propojit se svou pevninou pomocí uměle vytvořené šíje.
Během vlády Viktora Janukovyče nastala od roku 2010 pro HUR náročná éra. Pozice ve vedení byly záměrně obsazovány prorusky naladěnými lidmi a začátkem roku 2014 byla dokonce uzavřena dohoda s Ruskem, která formálně zakazovala vzájemné působené zpravodajských služeb, reálně ale především prostřednictvím dohledu nad dodržováním tohoto ustanovení umožnila Rusku kontrolovat aktivity HUR. Proto se např. nepovedlo včas a v dostatečné kvalitě zajistit informace o připravované invazi neoznačených ruských jednotek na Donbas. Přesto však po jejím začátku HUR hned plnilo důležité úkoly, jako bylo např. eskortování vojenských kolon. Tyto aktivity sice nepatří mezi typickou náplň práce vojenského zpravodajství, na začátku války šlo však o jedny z nejdisciplinovanějších a nejpřipravenějších jednotek. HUR se také přímo podílelo na osvobození měst Slovjansk a Kramatorsk. Současně probíhalo intenzivní přizpůsobení agentury nové realitě válečného konfliktu s Ruskem a jím řízenými separatisty na východě země.

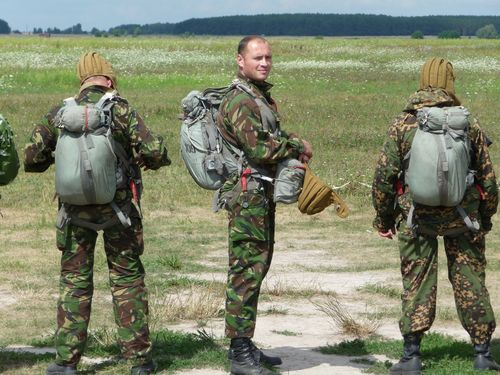
Maksym Šapoval během výcviku v roce 2009

Významným bojovým nasazením HUR během úvodních fází války na Donbase byla první bitva o Doněcké letiště, které velel plukovník HUR Maksym Šapoval. Jeho jednotka byla dále nasazena do bojů o Savur-Mohylu a úspěšně také shromažďovala důkazy o tehdy ještě popíraném přímém zapojení Ruska do bojů pro mezinárodní soud. Pro tyto své aktivity byl v roce 2017 v Kyjevě zavražděn bombovým útokem, za nímž s největší pravděpodobností stály ruské tajné služby. Šapoval byl posmrtně povýšen do hodnosti generálmajora a vyznamenán nejvyšším státním vyznamenáním Hrdina Ukrajiny řádu Zlaté hvězdy. HUR a jeho důstojníci ale sehráli roli i v řadě dalších operací během války na Donbase, za což mnozí zaplatili životy.

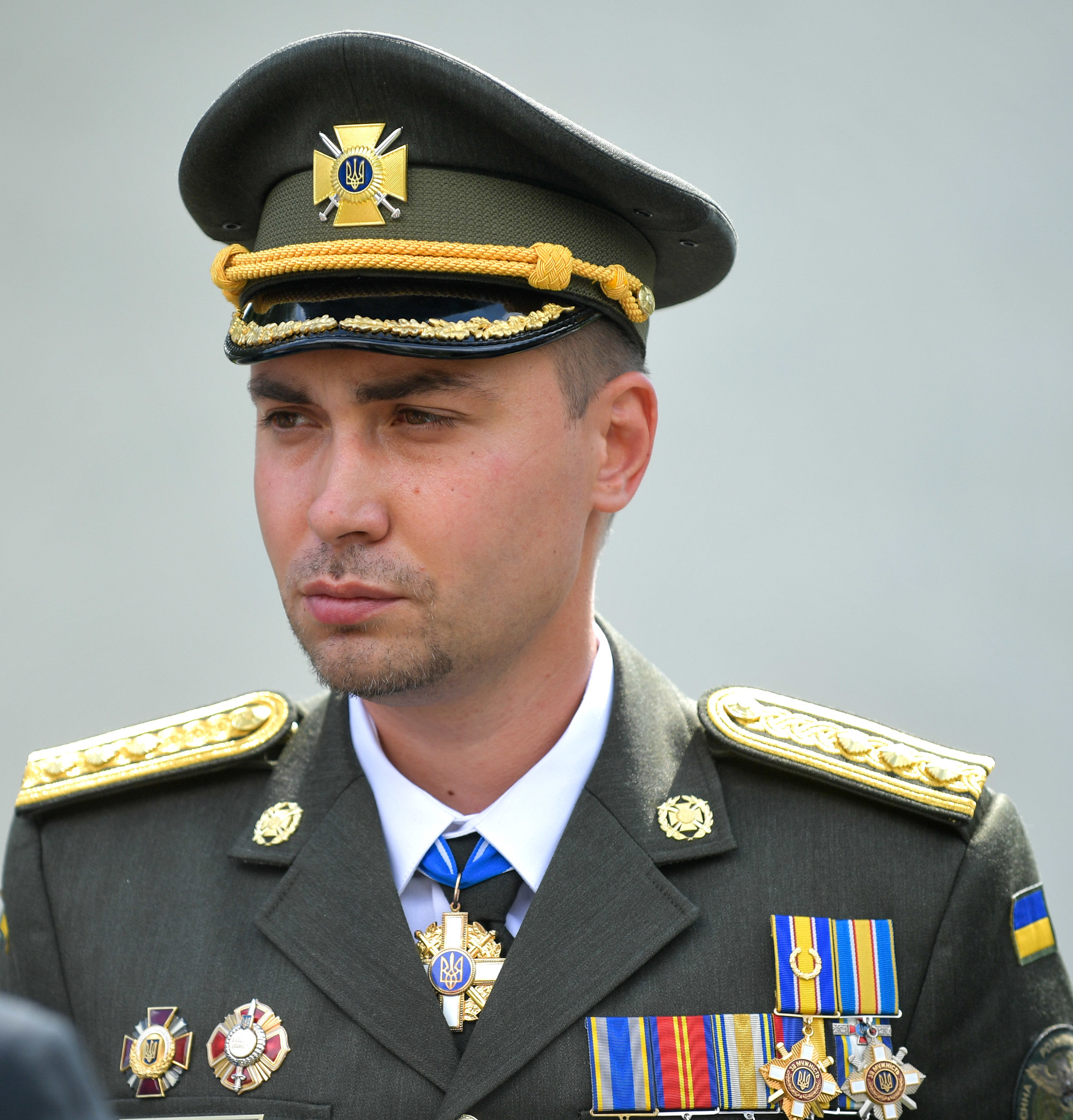
Kyrylo Budanov

V roce 2020 byl do čela HUR jmenován plukovník Kyrylo Budanov, několikrát zraněný veterán války na Donbase a přeživší minimálně jednoho pokusu o atentát ruských tajných služeb. Vzhledem k tomu, že i jeho tým nejbližších spolupracovníků byl složen především z operativců veteránů, objevovala se v době jmenování kritika poukazující na to, že nemají dostatečné předpoklady pro provedení plánované reformy HUR a přípravy nové legislativy upravující tajné služby. Tyto obavy se nicméně nepotvrdily, nový zákon byl přijat hned v roce 2020. Od té doby začala éra úzké kooperace HUR se zeměmi EU a NATO a dalšími západními spojenci.

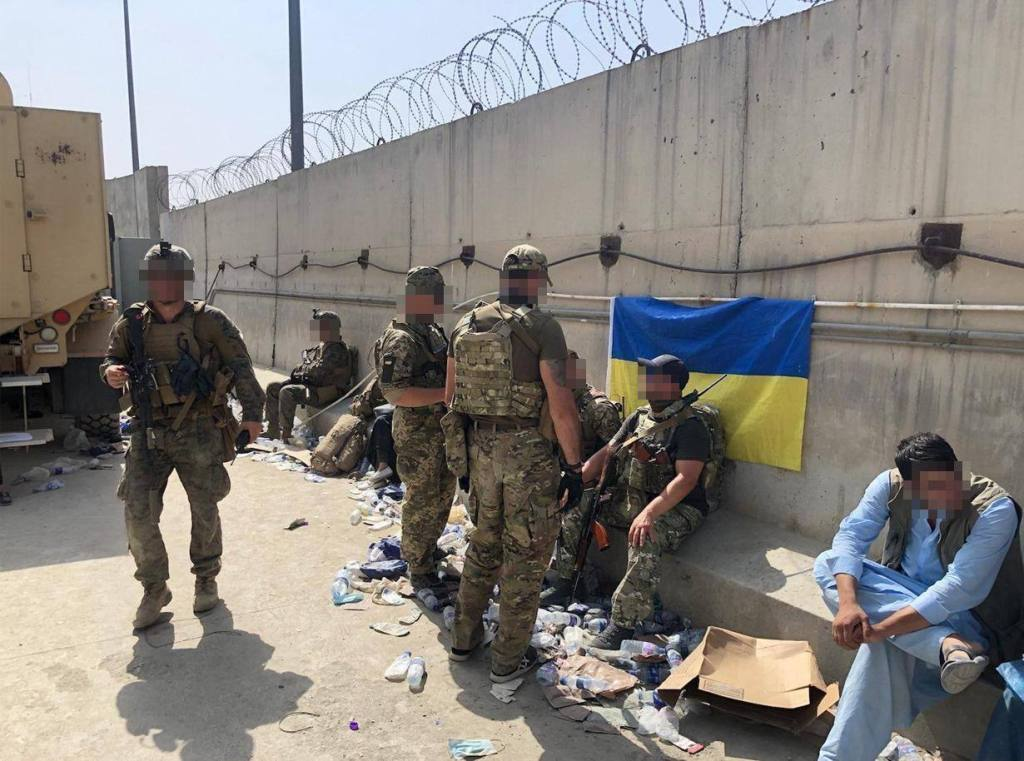
Jednotky HUR MO v Kábulu

Budanov po svém nástupu deklaroval, že HUR je v případě potřeby schopno provést operaci kdekoliv na světě. To se záhy v praxi potvrdilo v roce 2021, kdy se HUR zapojilo do evakuace Kábulu. Nejprve 22. srpna 2021 v Kábulu přistál Iljušin Il-76MD 25. letecké dopravní brigády Vzdušných sil Ukrajiny, který vezl skupinu operativců HUR. Ti následně evakuovali 83 občanů Ukrajiny a občanů Afghánistánu s vazbami na Ukrajinu. Protože se Kanadě nepovedlo evakuovat vlastními silami své zájmové osoby, požádala o pomoc Ukrajinu. Ta tak 27. srpna vyslala do Kábulu druhý evakuační let, během nějž vojáci HUR zajistili a evakuovali dalších 19 osob, šlo o rodiny dvou překladatelů pracujících pro kanadské síly.

#### Ruská invaze na Ukrajinu

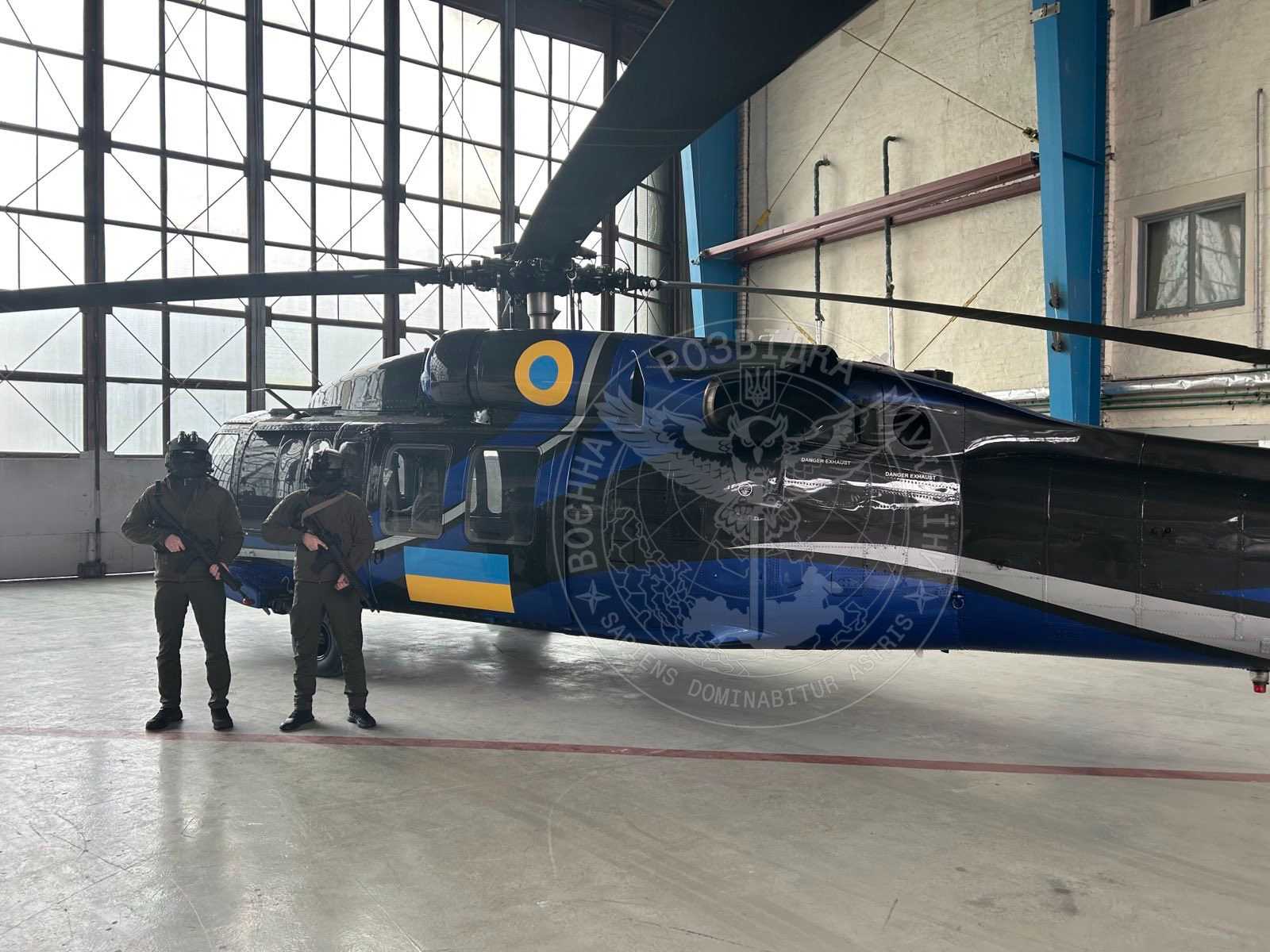
Vrtulník UH-60A Black Hawk, který HUR MO provozuje jako jediná součást ukrajinských sil.

Od 24. února 2022 se HUR intenzivně účastní obrany proti ruským invazním vojskům, a to jak ve zpravodajské rovině, tak v rovině bojové. Pod HUR totiž spadá několik speciálních jednotek, které často plní klíčové úkoly. Vojáci HUR byli např. jedněmi z prvních, kdo vstupovali do osvobozených měst během Charkovské protiofenzivy. HUR také provádí, nebo přinejmenším řídí sabotáže a přepady na ruském území. Dalšími aktivitami HUR jsou po organizační stránce vysoce náročné akce jako bylo zničení komponent protiletadlového systému S-400 na Krymu střelou Neptun v experimentálním protipozemním režimu, nebo osvobození těžebních věží v Černém moři, které Rusko okupovalo od roku 2014.
HUR v současné době intenzivně spolupracuje se západními zpravodajskými službami, ředitel americké vojenské rozvědky označil úroveň vzájemného sdílení informací za „revoluční.“ Generálporučík Kyrylo Budanov také v srpnu 2023 navštívil Washington, kde se zřejmě sešel s představiteli amerických služeb.

## Organizace
Vnitřní struktura HUR je utajovaná, nicméně má se za to, že základní dělení vypadá takto:
Ředitelství:
- Ředitelství strategického zpravodajství
- Ředitelství zpravodajské podpory generálního štábu ZSU
- Ředitelství informačního zabezpečení
- Ředitelství personální politiky
- Ředitelství logistiky

Oddělení:
- Oddělení vnitřní bezpečnosti
- Organizačně–plánovací oddělení
- Oddělení automatizace a komunikace
- Finančně–ekonomické oddělení
- Odbor informační obrany a ochrany státních tajemství

### Bojové formace
Bojové jednotky HUR obsahují minimálně následující útvary, výčet však vzhledem k utajené struktuře HUR zřejmě není kompletní.

#### Jednotky speciálního určení

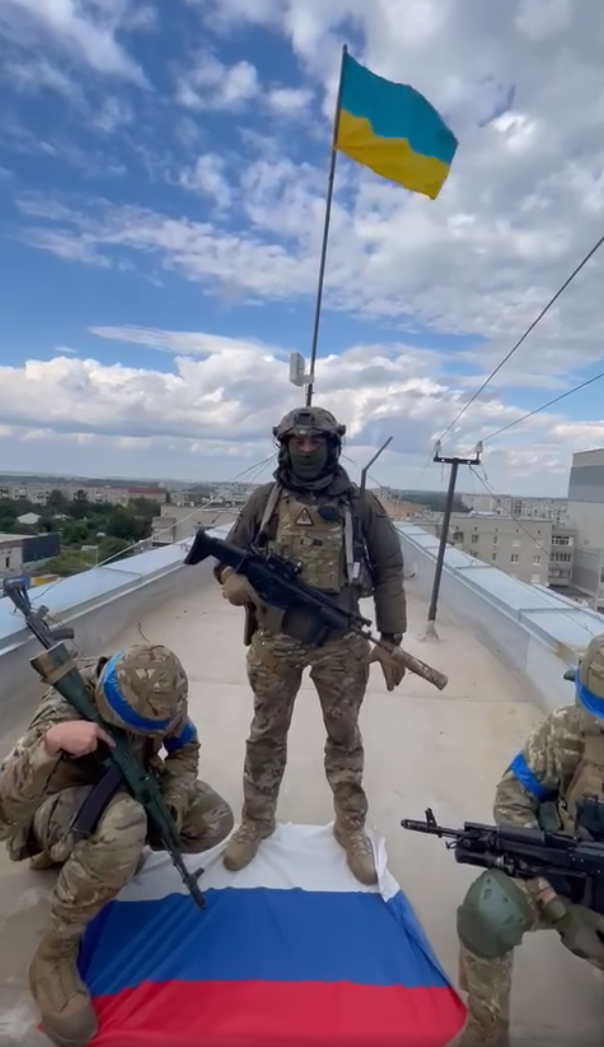
Vojáci jednotky Kraken spadající pod HUR v čerstvě osvobozené Balaklije během Charkovské ofenzívy v roce 2022

- Prapor Šaman – speciální sabotážní jednotka zaměřující se na operace na území Ruska[24][25][26]

- Speciální oddíl Kraken – průzkumná a sabotážní jednotka vytvořená na začátku ruské invaze z veteránů pluku Azov[27][28][29]
- Speciální oddíl Artan – jednotka zaměřující se na operace v Černém moři a na Krymu, v roce 2023 osvobodila těžební věže[30][31]
- Oddíl Tymur[32][33] – jednotka provádějící operace za nepřátelskými liniemi, včetně Krymu
  -  Prapor Bratstvo – původně složen z příznivců stejnojmenné neparlamentní křesťansko-nacionalistické politické strany[34]
  -  Prapor Stuhna – speciální jednotka vytvořená z veteránů války na Donbase[35]
  -  Průzkumný prapor Sonečko – dobrovolnická průzkumná a sabotážní jednotka ze Zakarpatí[36]
  - Tým NOBODY
  - Rota Paragon
- Speciální oddíl KABUL 9 – jednotka vytvořená na začátku ruské invaze z veteránů speciálních sil a ZSU[37]
- Speciální oddíl Kryla – jednotka provozující sebevražedné FPV drony[38]
- Speciální oddíl Group 13 – jednotka provozující sebevražedné hladinové drony, jako např. Magura V5[39]
- Jednotka A3449, též Mezinárodní legie při Hlavním ředitelství rozvědky ministerstva obrany Ukrajiny[40][41] – zastřešující jednotka, pod niž spadají specifické dobrovolnické cizinecké jednotky, operuje nezávisle na Mezinárodní legii Ukrajiny[42]
- Prapor Šejka Mansúra – původně čečenská dobrovolnická jednotka působící od roku 2014 do roku 2020 jako součást Ukrajinské dobrovolnické armády, 2022 obnovena pod HUR[43]
  - Vzdušná průzkumná jednotka
  - Skupina Machno – jednotka složená převážně z etnických Ukrajinců pojmenovaná podle Nestora Machna
- Prapor Krym – dobrovolnický prapor složený z Krymských Tatarů působící od roku 2014 do roku 2015,[44] začátkem 2022 obnoven pod HUR[45]
- 8. samostatný prapor Arrata – původně dobrovolnická jednotka Dobrovolnického korpusu působící od roku 2014 do roku 2018, v roce 2022 obnovena pod HUR[46]
- Vzdušná průzkumná jednotka 0420

- 49. zpravodajské výcvikové centrum[47] – provozuje rozsáhlý výcvikový komplex zahrnující např. 1 200 m dlouhou překážkovou dráhu, jako první také začalo na Ukrajině cvičit operátory dronů

#### Spolupracující jednotky
Následující jednotky nepatří organizačně pod HUR, ale pod jednotlivé složky Ozbrojených sil Ukrajiny (typicky pod jednotlivá operační velitelství Pozemních sil Ukrajiny), případně i pod námořní pěchotu. Jsou nicméně důležitým zdrojem zpravodajských informací a s HUR tak z podstaty spolupracují a v některých případech jejich příslušníky HUR i vyznamenává.
- 54. samostatný průzkumný prapor „Mychajla Tyši“[54][55] Pozemních sil Ukrajiny (OV Sever)
- 74. samostatný průzkumný prapor[56][57] Pozemních sil Ukrajiny (OV Východ)
- 120. samostatný průzkumný prapor[58][59] Pozemních sil Ukrajiny (OV Východ)
- 129. samostatný průzkumný prapor[60] Pozemních sil Ukrajiny (OV Východ)
- 130. samostatný průzkumný prapor[53][61] Pozemních sil Ukrajiny (OV Západ)
- 131. samostatný průzkumný prapor „plukovníka Jevhena Kolovalca“[62][63] Pozemních sil Ukrajiny (OV Jih)
- 132. samostatný průzkumný prapor[64][65] Úderných výsadkových sil Ukrajiny
- 140. samostatný průzkumný prapor[66][67] Námořní pěchoty Ukrajiny
- 143. samostatný průzkumný prapor[52]
- Regionální centrum radioelektronického průzkumu „Sever“[68]
- Regionální centrum radioelektronického průzkumu „Jih“[69]
- Regionální centrum radioelektronického průzkumu „Západ“[70]

## Právní základ
HUR MO funguje z právního hlediska základě následujících zákonů:
- Ústava Ukrajiny
- Zákon o zpravodajských službách - 17. září 2020, č. 912-IX
- Zákon o obraně Ukrajiny – 6. prosince 1991, č. ХІІ
- Zákon o ozbrojených silách Ukrajiny – 6. prosince 1991 č. 1934-ХІІ
- Zákon o demokratické občanské kontrole nad vojenskými organizacemi a policejními organizacemi státu – 19. června 2003, č. 975-ІV
- Usnesení Verchovne Rady O principech národní bezpečnosti Ukrajiny – 19. června 2003, č.964-ІV
- Zákon o mezinárodních smlouvách Ukrajiny – 29. června 2004, č. 1906-IV
- Zákon o protiteroristických opatřeních – 20. března 2003, č. 638-IV

HUR v méně klíčových oblastech dále upravuje také řada prezidentských dekretů.

## Náčelníci HUR
- Generálporučík Oleksandr Skipalskyj (16. října 1992 – 9. června 1997)
Narozen ve Volyňské oblasti v roce 1945. Absolvent vyšší školy KGB.
- Generálplukovník Ihor Smeško (9. června 1997 – 29. září 2000)
Narozen v Čerkaské oblasti v roce 1955. Absolvent doktorského studia na Národní akademii obrany.
- Generálplukovník Viktor Palij (29. září 2000 – 13. března 2003)
Narozen v Dnipropetrovské oblasti v roce 1949. Absolvent Vojenské akademie Generálního štábu ozbrojených sil SSSR.
- Plukovník (v.v.) Oleksandr Halaka (13. března 2003 – 17. ledna 2008)
Narozen v Charkově roku 1955. Absolvent Vojenské akademie pozemních sil a Kyjevské univerzity.
- Generálporučík Viktor Hvozd (17. ledna 2008 – 17. srpna 2010)
Narozen v Ternopilské oblasti roku 1959. Absolvent Vojenské akademie v Kyjevě, Lvovské Univerzity, Právnické a Ekonomické fakulty Kyjevské univerzity a Vojensko–diplomatické akademie.
- Generálmajor Serhij Hmyza (17. srpna 2010 – 26. února 2014)
Narozen v Oděské oblasti v roce 1960. Absolvent Vojenské akademie, Vojensko–diplomatické akademie a Ukrajinské státní univerzity.
- Generálmajor Jurij Pavlov (od 3. března 2014 do 28. července 2015)
Narozen ve Lvovské oblasti.
- Generálporučík Valerij Kondratjuk (28. července 2015 – 15. října 2016)
- Generálmajor Vasyl Burba (od 15. října 2016[72] – 5. srpna 2020)
- Generálporučík Kyrylo Budanov (od 5. srpna 2020)
Narozen v Kyjevě v roce 1986. Absolvent Vojenské akademie v Oděse.